# Lubbertus Hendericus van Julsingha
Lubbertus Hendericus van Julsingha (Wehe, 27 mei 1887 – Oosterbeek, 19 mei 1967) was een Nederlands politicus. 
Hij werd in de toenmalige Groningse gemeente Leens geboren als zoon van Jacob van Julsingha (ca. 1846-1923; bakker) en Tunna van Dijken (1855-1928). Hij was aan het begin van zijn loopbaan volontair bij de gemeente Ulrum waar zijn oom J. van Julsingha destijds burgemeester was. In 1909 trad hij als jongste ambtenaar in dienst bij de gemeente Wildervank en hij zou het daar brengen tot hoofdcommies. In 1919 volgde hij J. Kamman op gemeentesecretaris van Delfzijl en Van Julsingha werd daar in 1937 benoemd tot burgemeester. In 1942 werd hij ontslagen en in Kamp Sint-Michielsgestel als gijzelaar geïnterneerd. Na de Bevrijding van Delfzijl in 1945 keerde hij terug in zijn oude functie. Van Julsingha ging midden 1952 met pensioen en vestigde zich in Oosterbeek. Daar overleed hij in 1967 kort voor zijn 80-ste verjaardag. 
Zijn zoon Jaap van Julsingha was eveneens burgemeester.